# 毛叶草血竭
毛叶草血竭（学名：Polygonum paleaceum var. pubifolium）为蓼科蓼属下的一个变种。

## 扩展阅读
- 維基物種上的相關：毛叶草血竭